# Mimikama

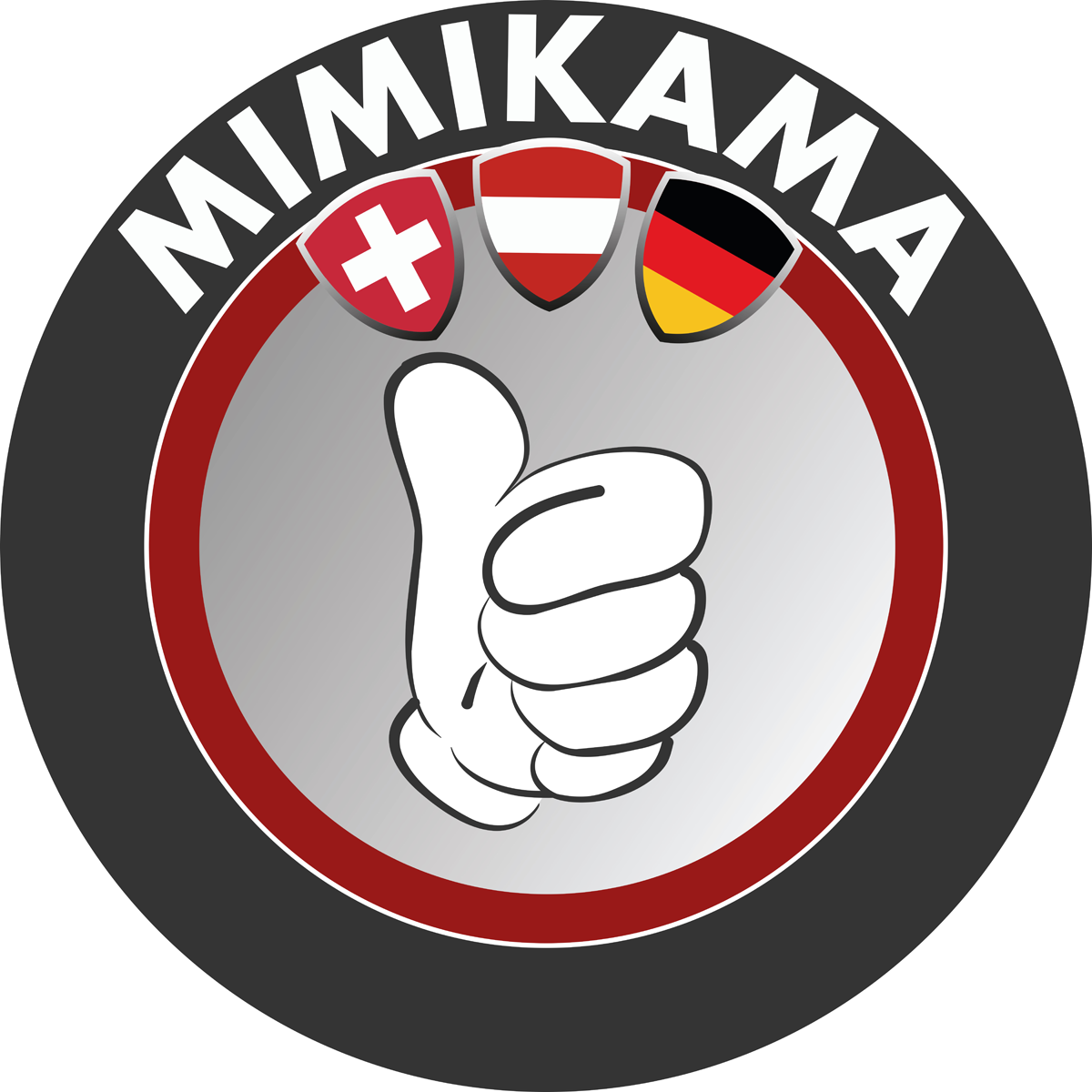
Vereinslogo Mimikama

Mimikama ist ein 2011 von Tom Wannenmacher gegründeter österreichischer Verein zur Aufklärung über Internetbetrug, Fake News und Desinformation. Der Verein ist im deutschsprachigen Raum eine der bekanntesten Plattformen für Faktenchecks, digitale Medienkompetenz und Betrugsprävention im Internet.
Seine Bekanntheit erlangte Mimikama zunächst über die Facebook-Initiative „ZDDK“ („Zuerst denken – dann klicken“), die sich mit der Aufklärung über Kettenbriefe und Internetbetrug beschäftigte. Heute tritt der Verein ausschließlich unter dem Namen „Mimikama“ auf.
Mimikama prüft Online-Inhalte auf ihren Wahrheitsgehalt, klärt über betrügerische Methoden wie Phishing oder gefälschte Gewinnspiele auf und vermittelt Medienbildung über Schulprojekte, Workshops und Online-Vorträge. Besonders aktiv ist der Verein auf Plattformen wie Facebook, Instagram, TikTok, WhatsApp, Telegram und Bluesky, jedoch ausschließlich zur Veröffentlichung – die Kommentarfunktion wurde im Februar 2025 auf allen Kanälen deaktiviert.

## Geschichte und Entwicklung
Die Initiative ZDDK („Zuerst denken – dann klicken“) entstand ursprünglich 2011 auf Facebook, nachdem Tom Wannenmacher durch ein manipuliertes Browserspiel Opfer eines Computervirus geworden war. Zunächst wurde die Facebook-Seite „facebook-facts“ eingerichtet, später unter dem Namen „Fakepostings“ bekannt.
Der ursprüngliche Fokus lag auf Facebook-Kettenbriefen, Hoaxes und Spam. Mit der Zeit erweiterte sich das Spektrum auf allgemeine Fake News, Phishing, Propaganda, Desinformation und digitale Medienkompetenz. Seit der COVID-19-Pandemie stehen zudem Themen wie Impfgegner-Narrative oder Klimawandelleugnung im Vordergrund. Mit der wachsenden medialen Aufmerksamkeit entwickelte sich der Name „Mimikama“ zur alleinigen Dachmarke. Die Bezeichnung ZDDK wird seitdem nicht mehr aktiv genutzt.
Der Name „Mimikama“ geht auf eine fehlerhafte maschinelle Übersetzung von „Gefällt mir“ im Google Übersetzer aus dem Suaheli zurück und wurde später als Kunstwort übernommen. Das Vereinslogo ist seit dem 15. Juni 2015 als europäische Bildmarke eingetragen.
Der Verein Mimikama besteht aus einem Kernteam von vier hauptberuflichen Mitarbeitenden sowie zwei bis fünf ehrenamtlich Mitwirkenden (Stand Mai 2025). Die Arbeitsweise wurde im Laufe der Jahre stark professionalisiert. Im Jahr 2024 wurde ein zentrales Ticketsystem eingeführt, über das Nutzende Hinweise zu potenziell problematischen Online-Inhalten einreichen können. Diese werden im Einzelkontakt geprüft und beantwortet.
Mimikama finanziert sich vollständig über freiwillige Unterstützungsbeiträge aus seiner Community, hauptsächlich über den „Mimikama-Club“, ein Mitgliedschaftsmodell auf der Plattform Steady. Der Verein nimmt weder Werbeeinnahmen noch staatliche Förderungen oder Konzernmittel an.
Im Februar 2025 führte Mimikama das „FaktenRadar“ ein – ein Format für kompakte und schnelle Faktenchecks. Es bietet eine klare Struktur mit den Elementen: Behauptung, Faktencheck, Fazit und Kurz-Zusammenfassung. Zusätzlich erfolgt eine eindeutige visuelle Kennzeichnung.
Jede überprüfte Behauptung wird einer von drei Hauptkategorien zugeordnet:
Jede überprüfte Behauptung wird einer von drei Hauptkategorien zugeordnet:
- ✅ Wahr: Die Behauptung ist korrekt.
- ⚠️ Vorsicht: Die Behauptung ist irreführend oder unvollständig.
- ❌ Falsch: Die Behauptung ist nachweislich unwahr oder manipuliert.

Diese Bewertung erscheint im oberen Bereich jedes Artikels, ergänzt um ein farbcodiertes Symbolsystem zur schnellen Orientierung (Grün, Gelb, Rot).

## Verbreitungswege
Die Kernaussagen sind öffentlich und kostenlos zugänglich. Für Leser:innen, die tiefer in die Materie eintauchen möchten, bietet Mimikama ausführlichere Analysen hinter einer Paywall im Rahmen der sogenannten „FaktenCheck-PLUS“-Ebene, exklusiv für Mitglieder des Mimikama-Clubs.
Seit Februar 2025 sind auf allen Social-Media-Kanälen (Facebook, Instagram, Threads, Bluesky, Mastodon) die Kommentarfunktionen deaktiviert. Hintergrund sind destruktive Diskussionen, Trolling und Desinformationskampagnen. Der Dialog mit der Community findet über das Ticketsystem, das Meldeformular und die Club-Community statt.
Die aktuellen Faktenchecks, Hintergrundanalysen und Informationsartikel von Mimikama können über verschiedene offizielle Kanäle abonniert werden. Die Social-Media-Profile dienen ausschließlich der Veröffentlichung – Kommentarfunktionen sind aus Schutz vor Desinformation deaktiviert.
Im Mai 2025 startete Mimikama das Projekt „Wikikama“, ein frei zugängliches Informations-Wiki zur digitalen Aufklärung. Es bietet strukturierte Beiträge zu Fake News, Internet-Mythen, Betrugsmaschen und Medienkompetenz. Die Plattform befindet sich im kontinuierlichen Ausbau und versteht sich als ergänzendes Wissensarchiv zu den täglichen Faktenchecks auf mimikama.org.

## Ehemalige Projekte
- ThatsApp: Von 2014 bis ca. 2016 betrieb Mimikama eine Plattform speziell zur Aufklärung über WhatsApp-Kettenbriefe und Falschmeldungen im Messenger. Die Plattform wurde später eingestellt.
- Wir dulden dies nicht länger: Eine Diskussionsplattform, die sich zeitweise mit politischen und gesellschaftlichen Themen auseinandersetzte. Sie wurde im Zuge der Fokussierung auf Faktenchecks ebenfalls eingestellt.

## Auszeichnungen
- 2016 Goldener Blogger, („Blogger des Jahres“) des Telefónica Deutschland-BASECAMPs[8]
- 2016 Klicksafe Preis für Sicherheit im Internet im Rahmen des Grimme Online Award[9]
- 2020 Menschenrechtspreis der Tonhalle Düsseldorf[10]. Anmerkung: Aufgrund der Coronamaßnahmen wurde dieser Preis erst 2021 online verliehen